# Gerald Evans
Gerald Evans (* 2. März 1934) ist ein ehemaliger südafrikanischer Sprinter und Mittelstreckenläufer, der sich auf die 400- und 800-Meter-Distanz spezialisiert hatte.
Bei den British Empire and Commonwealth Games 1958 in Cardiff siegte er mit der südafrikanischen Mannschaft in der 4-mal-440-Yards-Staffel. Über 440 Yards schied er im Halbfinale, über 880 Yards im Vorlauf aus.
| Personendaten    | Personendaten                                      |
| ---------------- | -------------------------------------------------- |
| NAME             | Evans, Gerald                                      |
| KURZBESCHREIBUNG | südafrikanischer Sprinter und Mittelstreckenläufer |
| GEBURTSDATUM     | 2. März 1934                                       |